# Saint-André-d'Apchon
Saint-André-d'Apchon és un municipi francès situat al departament del Loira i a la regió d'Alvèrnia-Roine-Alps. L'any 2007 tenia 1.855 habitants.

## Demografia

### Població
El 2007 la població de fet de Saint-André-d'Apchon era de 1.855 persones. Hi havia 727 famílies de les quals 159 eren unipersonals (60 homes vivint sols i 99 dones vivint soles), 274 parelles sense fills, 242 parelles amb fills i 52 famílies monoparentals amb fills.
La població ha evolucionat segons el següent gràfic:
Habitants censats

### Habitatges
El 2007 hi havia 838 habitatges, 750 eren l'habitatge principal de la família, 42 eren segones residències i 46 estaven desocupats. 769 eren cases i 68 eren apartaments. Dels 750 habitatges principals, 615 estaven ocupats pels seus propietaris, 124 estaven llogats i ocupats pels llogaters i 11 estaven cedits a títol gratuït; 6 tenien una cambra, 24 en tenien dues, 94 en tenien tres, 209 en tenien quatre i 417 en tenien cinc o més. 605 habitatges disposaven pel capbaix d'una plaça de pàrquing. A 269 habitatges hi havia un automòbil i a 437 n'hi havia dos o més.

### Piràmide de població
La piràmide de població per edats i sexe el 2009 era:
| Homes | Edats   | Dones |
| ----- | ------- | ----- |
| 0     | 95 o +  | 4     |
| 0     | 90 a 94 | 0     |
| 12    | 85 a 89 | 28    |
| 4     | 80 a 84 | 8     |
| 32    | 75 a 79 | 32    |
| 48    | 70 a 74 | 40    |
| 16    | 65 a 69 | 32    |
| 76    | 60 a 64 | 32    |
| 52    | 55 a 59 | 56    |
| 96    | 50 a 54 | 88    |
| 56    | 45 a 49 | 80    |
| 40    | 40 a 44 | 48    |
| 80    | 35 a 39 | 68    |
| 60    | 30 a 34 | 56    |
| 68    | 25 a 29 | 52    |
| 56    | 20 a 24 | 24    |
| 48    | 15 a 19 | 28    |
| 64    | 10 a 14 | 56    |
| 64    | 5 a 9   | 48    |
| 48    | 0 a 4   | 44    |

## Economia
El 2007 la població en edat de treballar era de 1.154 persones, 803 eren actives i 351 eren inactives. De les 803 persones actives 751 estaven ocupades (396 homes i 355 dones) i 53 estaven aturades (23 homes i 30 dones). De les 351 persones inactives 177 estaven jubilades, 78 estaven estudiant i 96 estaven classificades com a «altres inactius».

### Ingressos
El 2009 a Saint-André-d'Apchon hi havia 765 unitats fiscals que integraven 1.947 persones, la mediana anual d'ingressos fiscals per persona era de 18.928 €.

### Activitats econòmiques
Dels 65 establiments que hi havia el 2007, 1 era d'una empresa extractiva, 2 d'empreses alimentàries, 1 d'una empresa de fabricació de material elèctric, 10 d'empreses de fabricació d'altres productes industrials, 13 d'empreses de construcció, 13 d'empreses de comerç i reparació d'automòbils, 1 d'una empresa de transport, 2 d'empreses d'hostatgeria i restauració, 2 d'empreses d'informació i comunicació, 2 d'empreses financeres, 6 d'empreses de serveis, 8 d'entitats de l'administració pública i 4 d'empreses classificades com a «altres activitats de serveis».
Dels 19 establiments de servei als particulars que hi havia el 2009, 1 era una oficina de correu, 3 tallers de reparació d'automòbils i de material agrícola, 1 paleta, 1 guixaire pintor, 4 fusteries, 3 lampisteries, 2 electricistes, 3 perruqueries i 1 restaurant.
Dels 5 establiments comercials que hi havia el 2009, 1 era una fleca, 1 una llibreria, 1 una botiga d'equipament de la llar, 1 una joieria i 1 una floristeria.
L'any 2000 a Saint-André-d'Apchon hi havia 26 explotacions agrícoles que ocupaven un total de 462 hectàrees.

## Equipaments sanitaris i escolars
L'únic equipament sanitari que hi havia el 2009 era una farmàcia.
El 2009 hi havia 1 escola maternal i 1 escola elemental.

## Poblacions més properes
El següent diagrama mostra les poblacions més properes.